# Joseph Fitzmartin
Joseph P. Fitzmartin (* 1943 in Philadelphia) ist ein US-amerikanischer Komponist und Dirigent.
Er studierte Musik an einer katholischen Universität in Washington, D.C. und nahm dort auch Dirigatskurse. Er ist in den USA weit bekannt und seine Werke werden auch häufig in Europa aufgeführt. In der Schweiz ist er vor allem wegen seiner Auftragswerke für die Knabenkantorei Basel geläufig.
Fitzmartin ist Dirigent vieler Chöre in Pennsylvania, unter anderem leitete er für 21 Jahre den Philadelphia Boys Choir. Außerdem hat er den Commonwealth Youthchoirs mitbegründet und arbeitet seit 2001 als Musikdirektor des Keystone State Boychoir. Darüber hinaus war er für 24 Jahre Chorleiter und Organist an der Collenbrook United Church in Drexel Hill sowie am Girard College.